# Unités de protection du peuple
« YPG » redirige ici. Pour les autres significations, voir YPG (homonymie).
Ne doit pas être confondu avec Forces de défense du peuple.
Les Unités de protection du peuple (en kurde : Yekîneyên Parastina Gel, abrégé YPG, prononcé [ jɛ.pɛ.gɛ]) forment la branche armée du Parti de l'union démocratique (PYD) kurde en Syrie. Elles sont créées en 2011 lors de la guerre civile syrienne.

## Histoire
En juillet-août 2011, des YXG (en kurde : Yekîneyên Xweparastina Gel, Unités d'autodéfense du Peuple) sont créées dans le contexte des manifestations contre le régime syrien. Ces premières unités sont constituées de groupes d’autodéfense mis en place à la suite des émeutes de Qamichli en 2004, ainsi que de Kurdes de Syrie ayant combattu au cours des années 1990 dans les rangs de la guérilla kurde du Parti des travailleurs du Kurdistan (PKK).
En 2012, les YXG sont restructurées et prennent le nom de YPG.

## Effectifs

Premier drapeau des YPG, utilisé entre 2011 et 2012.
Variante du premier drapeau des YPG, utilisée entre 2011 et 2012.
Drapeau des YPG depuis 2012.
Drapeau des YPJ.
Drapeau du Bataillon international des YPG.

Les troupes des YPG sont composées de deux types de structures : d'une part, celui formé de cadres, engagés en principe à vie, qui renoncent à toute propriété privée, vie de famille et aux relations sexuelles, et celui formé de miliciens (ou locaux, heremî). Ces derniers, contrairement aux cadres, ne sont pas considérés comme des professionnels mais sont salariés (70 000 livres syriennes, l’équivalent d’environ 115€).
Le 27 décembre 2013, un porte-parole des YPG affirme que le mouvement dispose de 35 000 combattants, chiffre que la BBC estime cependant plutôt entre 10 000 et 15 000. En août 2014, Hamid Messoud, reporter de France 24, écrit que les forces des YPG sont d'environ 40 000 combattants. En 2015, leurs effectifs sont estimés entre 35 000 et 65 000 combattants, dont environ 40 % de femmes, qui sont pour certaines intégrées dans les Unités de protection de la femme (YPJ), une branche féminine des YPG. En mars 2016, Salih Muslim, coprésident du PYD, déclare que les forces kurdes comptent entre 40 000 et 50 000 hommes et femmes. Fin 2016, les YPG affirment disposer de 60 000 hommes et femmes dans leurs rangs — dont 24 000 pour les YPJ — et annoncent que leur objectif est de dépasser les 100 000 pour la seconde moitié de l'année 2017. Selon le porte-parole des YPG, chaque combattant recevra un salaire mensuel de 200 dollars, contre 180 dollars maximum en 2016.
Selon Foreign Policy, près de 40 % des troupes des YPG sont composées de femmes. Certaines unités de combat sont exclusivement féminines ; d'autres totalement masculines, et d'autres encore sont mixtes.
Selon les combattants kurdes, la présence de femmes soldats dans leurs rangs leur donne un avantage contre les djihadistes car ces derniers pensent être privés du paradis s'ils sont tués de la main d'une femme. Selon Rusen Aytac, chargé du département des droits de l'Homme à l'Institut kurde de Paris : « Pour un membre de l'État islamique il est beaucoup plus difficile de combattre les femmes car selon eux se faire tuer par une femme équivaut à l'exclusion du Paradis. Dans leur conception être tué par une femme équivaut à du déshonneur ». Cependant ces affirmations, abondamment relayées par les combattantes kurdes, sont contestées par l'historien militaire Laurent Touchard : « Aucun texte sacré de l'islam ne mentionne qu'un djihadiste qui serait tué par une femme combattante se verrait refuser le paradis ; absolument rien dans la Sunna, pas l'ombre d'un hadîth, et encore moins dans le Coran. À ma connaissance aucun djihadiste n'a confié sa peur de « croiser le fer » avec une femme kurde, pas une déclaration sur les réseaux sociaux n'a confirmé – même a minima – cette rumeur. […] Si cette peur était aussi prononcée qu'il est dit, pourquoi les lignes de l'EI ne se sont-elles pas effondrées sitôt que les Kurdes sont massivement entrés en action ? Pourquoi le siège de Kobané a-t-il été si long ? La réponse me semble évidente : belle histoire mais légende dans son ensemble ».
Selon le témoignage en avril 2018 d'un militaire français cité par Le Monde : « Les combattants kurdes syriens sont de vrais chats maigres ! Ils sont plus combatifs, plus disciplinés et plus organisés que n’importe quelle autre force de la région, hors armées régulières ».

## Combattants étrangers

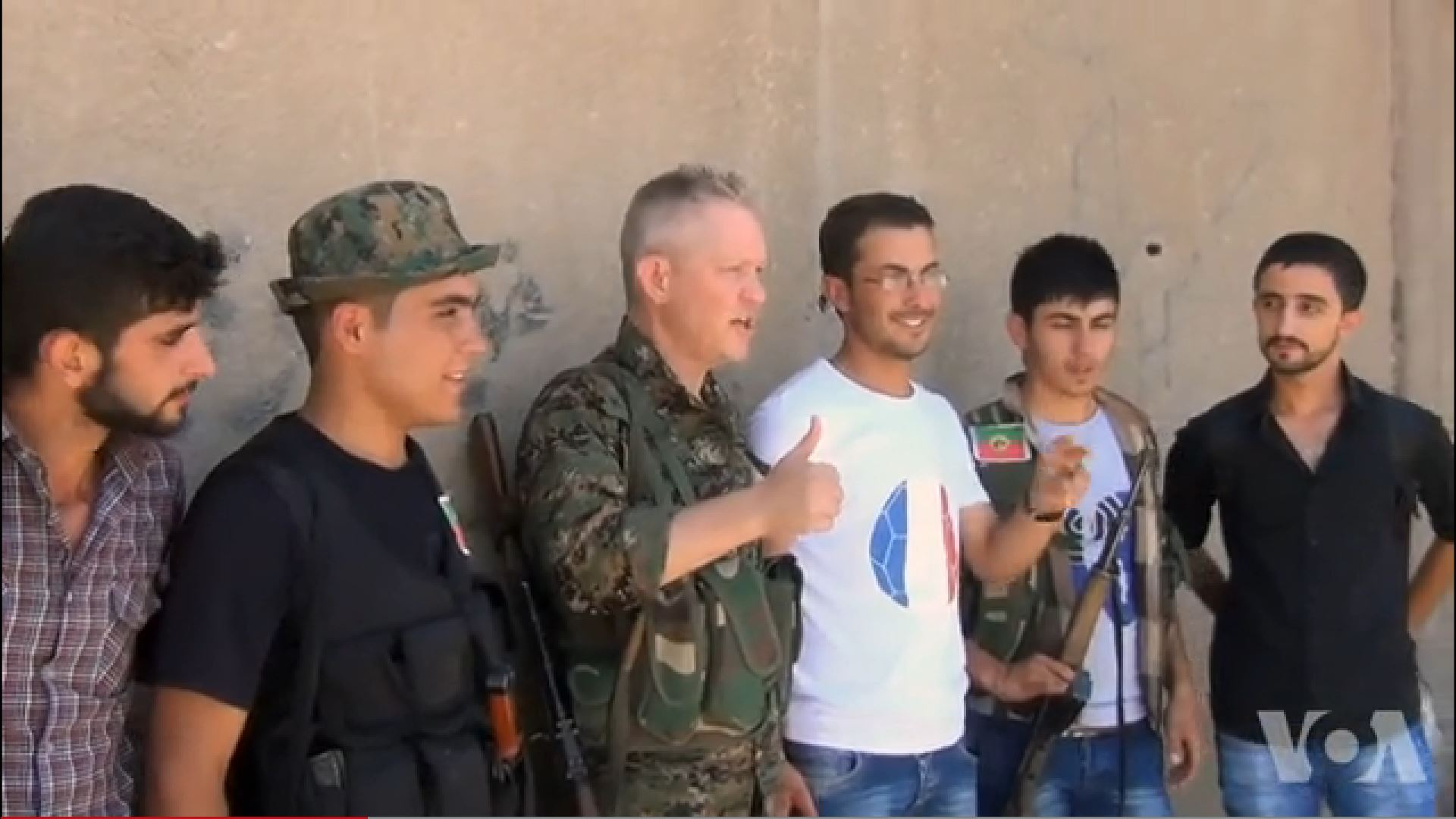
Combattants étrangers servant dans les rangs des YPG, avec au centre l'acteur britannique Michael Enright.

Pendant la guerre, des combattants occidentaux, généralement anciens militaires, hommes et femmes, se joignent également aux YPG pour combattre les djihadistes,,,. Initialement peu nombreux, leur nombre augmente après la bataille de Kobané, le 11 juin 2015, l'OSDH affirme que 400 volontaires occidentaux venus d'Amérique, d'Europe et d'Australie combattent au sein des YPG, et qu'à cette date huit d'entre eux ont été tués, dont une femme.
En mai 2015, à Ras al-Aïn, un bataillon, baptisé « al-Shahid Sarkan » (« le martyr Sarkan »), est entièrement formé par des combattants turcs du Parti communiste marxiste-léniniste (MLKP).
Le 10 juin 2015, à Rojava, un bataillon, baptisé « Bataillon international de libération », est formé par des combattants étrangers. Le groupe a été mis en place par des membres du MLKP inspirés par les Brigades internationales qui ont combattu durant la guerre civile espagnole. Le groupe est composé de combattants turcs, espagnols, grecs, allemands, albanais, circassiens, arabes, arméniens et lazes.
Au 12 juillet 2017, selon les YPG, huit combattants occidentaux ont été tués dans leurs rangs ; un Américain, deux Britanniques, deux Allemands, deux Australiens et un Canadien.
Selon France 24, entre 2013 et début 2018, 1 500 à 2 000 combattants étrangers ont rejoint les rangs des YPG. Parmi ces derniers figurent plusieurs profils : des aventuriers sans expérience militaire et sans motivations politiques ; d'anciens militaires, pour certains proches de l'extrême-droite, motivés par le combat contre l'État islamique ; et des militants d'extrême-gauche, de plus en plus nombreux, séduits par le projet révolutionnaire instauré par le PYD au Rojava,,,.
Pour la France, ceci a pour conséquence une certaine inquiétude de la part des services de renseignement, qui redoutent des attentats perpétrés par des militants révolutionnaires formés aux pratiques militaires. Il s'ensuit les arrestations du 8 décembre 2020, considérées par certains comme abusives et idéologiques. Sept personnes sont mises en examen pour association de malfaiteurs en vue de commettre des actes terroristes.

## Commandement
- Commandant en chef des YPG : Sipan Hemo[25].
- Commandante des YPJ : Nassrin Abdalla[26].
- Porte-parole : Rêdûr Xelîl[27].

## Affiliation
Le 10 septembre 2014, les YPG et des brigades de l'Armée syrienne libre créent un centre d’opérations conjoint dans la région de Kobané appelé « Volcan de l'Euphrate ». Il a pour objectif de reprendre les territoires contrôlés par l'État islamique.

### Les Forces démocratiques syriennes
Le 11 octobre 2015, les YPG et les YPJ forment avec plusieurs autres groupes les Forces démocratiques syriennes (FDS). Cette alliance rassemble également l'Armée Al-Sanadid, le Conseil militaire syriaque, Jaych al-Thuwar et quelques brigades de l'Armée syrienne libre, ainsi qu'un Bataillon International de Libération. Le 24 avril 2019, un bataillon du Martyr Nubar Ozanyan, composé de combattants arméniens, a été formé au sein des FDS. Les YPG et les YPJ restent toutefois très largement la force dominante,,,,.

## Actions

### En 2012

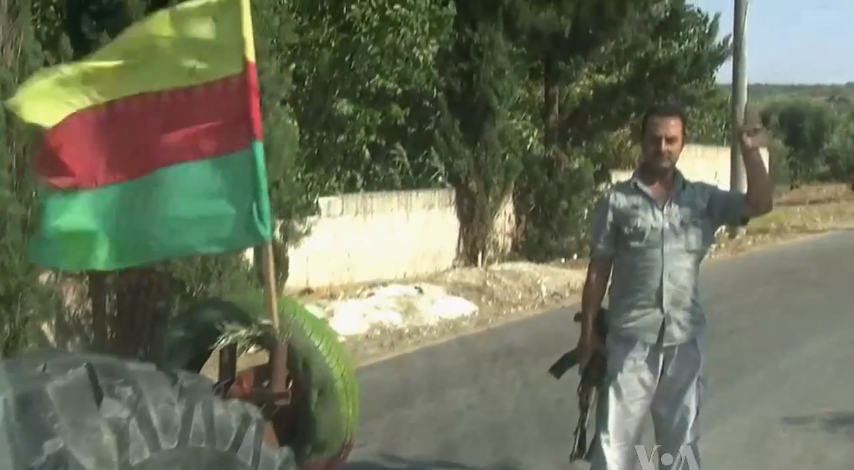
Un milicien du PYD, à Afrine, en août 2012.

En juillet 2012, l'armée syrienne se retire du Kurdistan syrien (Rojava) pour se redéployer à Alep et sur d'autres fronts. Les loyalistes demeurent dans les villes d'Al-Qamishli et Hassaké, mais les miliciens kurdes du PYD, la branche syrienne du PKK, prennent sans tirer un coup de feu le contrôle d'Afrine le 11 juillet, de Kobané le 19 juillet et de plusieurs autres localités,. La région passe alors sous le contrôle du PYD et de sa branche armée, les YPG. Ces derniers écartent les partis du Conseil national kurde (CNK) liés à Barzani et proches du Conseil national syrien et dont les dirigeants sont contraints de s'exiler au Kurdistan irakien.
À partir de novembre 2012, des heurts commencent à opposer les YPG aux brigades rebelles islamistes. Le 19 novembre 2012, des combats éclatent à Ras al-Aïn entre les YPG et le Front al-Nosra et la brigade Ghouraba Al-Cham de l'Armée syrienne libre. Une trêve est conclue le 25 novembre mais en décembre les combats reprennent et se poursuivent pendant trois mois, jusqu'à ce qu'une nouvelle trêve soit conclue en février 2013,,.

### En 2013

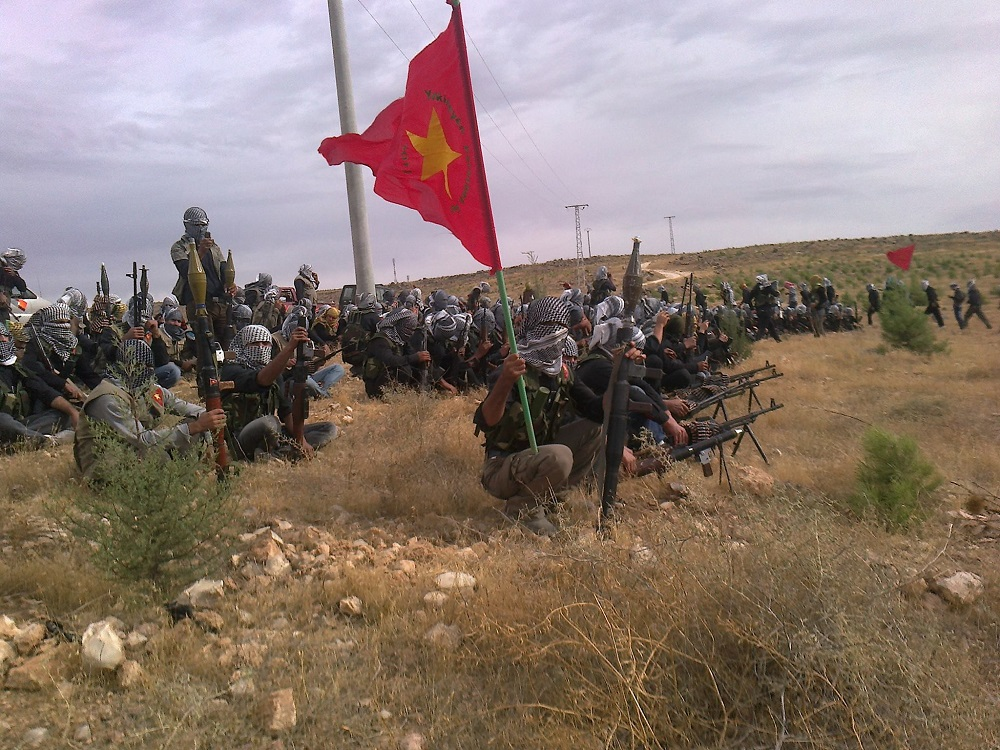
Des combattants des YPG en 2013.

En 2013, les YPG entrent en conflit direct contre certains groupes rebelles et en particulier contre les djihadistes du Front al-Nosra et de l'État islamique en Irak et au Levant, après que ces derniers ont pris en otages 200 civils kurdes le 31 juillet 2013.
Le 16 juillet, les combats reprennent à Ra’s al-‘Ayn, les forces kurdes du PYD prennent l'avantage et parviennent à chasser le Front al-Nosra de la ville. Les YPG mènent ensuite une offensive en octobre dans le gouvernorat de Hassaké. Selon l'OSDH, au moins 12 combattants kurdes et 29 djihadistes du Front al-Nosra et de l'État islamique en Irak et au Levant sont tués le 15 octobre. Du 2 au 4 novembre, les YPG prennent 19 villages sur la route de Ra’s al-‘Ayn à Hassaké et près de Tall Tamer.

### En 2014

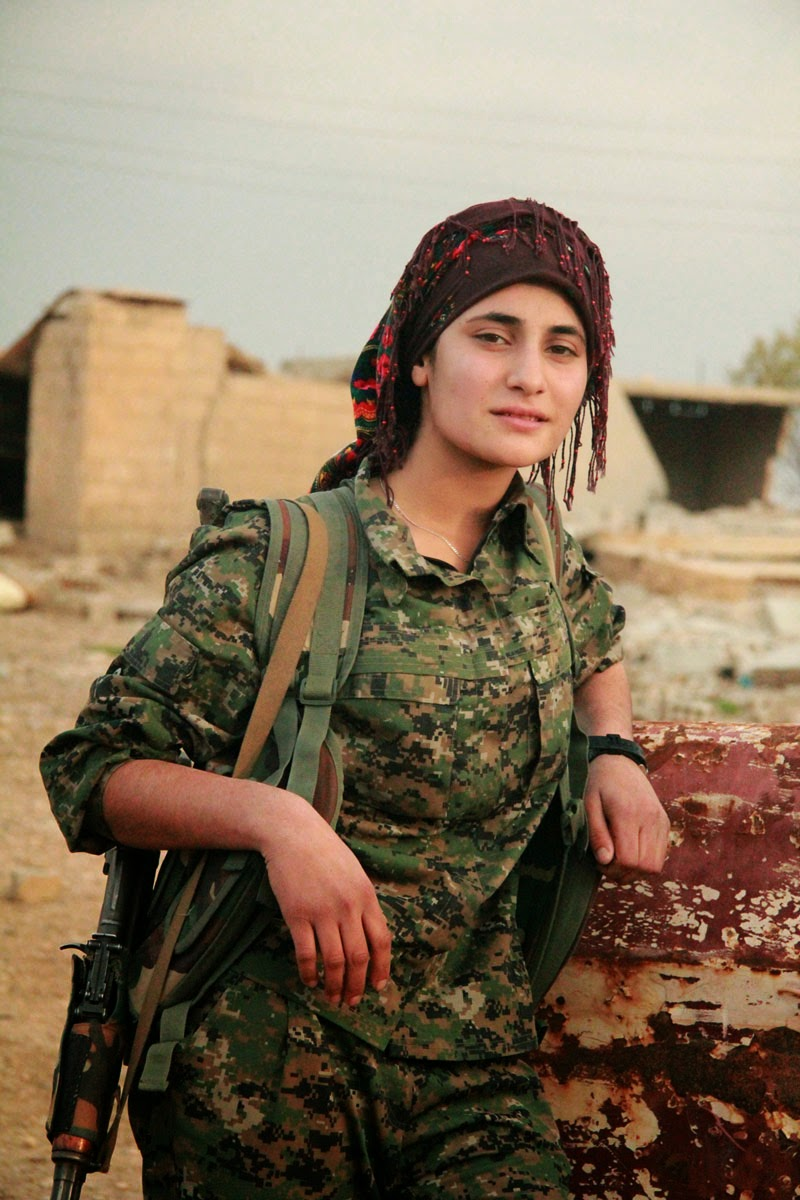
Une combattante des YPJ en novembre 2014.

Le 26 décembre 2013, les YPG lancent une offensive contre les forces rebelles à Tall Hamis et Tell Brak. Les Kurdes affrontent principalement les islamistes d'Ahrar al-Sham et de l'État islamique en Irak et au Levant. Ils parviennent à prendre Tell Brak et à entrer dans Tall Hamis mais ils sont finalement repoussés le 7 janvier 2014. Les Kurdes laissent 35 prisonniers qui seront décapités par les djihadistes,,. Les YPG repoussent cependant à leur tour une offensive des djihadistes de l'EIIL à Al-Manajir le 26 janvier. Le 22 février, les Kurdes lancent une nouvelle attaque et reprennent Tell Brak,. Cependant le village repassera encore sous le contrôle de l'EI.
En juin 2014, le YPG est le premier groupe armé syrien à signer l'Appel de Genève sur l'interdiction des mines antipersonnel et des violences sexuelles.
Le 2 juillet 2014, les djihadistes de l'État islamique lancent une offensive contre la ville de Kobané (Aïn al-Arab en arabe), tenue par les YPG. Les Kurdes reçoivent des renforts venus de Turquie et parviennent à résister à l'attaque. Après un mois de combats, les YPG revendiquent la mort de 685 djihadistes contre 74 tués dans leurs rangs. Mais 16 septembre 2014, l'État islamique lance une nouvelle offensive contre Kobané. Cette fois-ci les djihadistes progressent rapidement, ils prennent près de 400 villages en deux semaines, pénètrent dans la ville le 6 octobre et s'emparent de son centre quatre jours plus tard. Cependant la coalition intervient et concentre 75 % de ses frappes en Syrie sur Kobané. Le 26 janvier 2015, après des mois d'intenses combats, les Kurdes parviennent à reprendre la totalité de la ville. Ils lancent ensuite une contre-offensive pour reprendre les villages, dont la plupart sont rapidement reconquis. De septembre à février, plus de 500 combattants kurdes et 1 200 djihadistes sont morts pendant la bataille de Kobané,,,.
Vers juillet-août 2014, les YPG s'allient avec le Parti démocratique du Kurdistan (PDK) afin de lutter contre l'État islamique qui progresse en Irak. Des unités YPG pénètrent alors en Irak, elles ouvrent un couloir humanitaire dans les monts Sinjâr et procèdent à l'évacuation de 100 000 réfugiés Yézidis menacés de famines et de massacres par l'État islamique. Selon le bilan des YPG, les combats livrés entre le 2 août et le 3 septembre dans les zones de Rabia, Sinjar et Jazaa ont fait 54 morts dans leurs rangs contre 473 morts, dont trois émirs, du côté des djihadistes de l'EI.
Le 23 décembre, dans le gouvernorat de Hassaké, en Syrie, l'État islamique s'empare de la localité de Qassiab. Les YPG la reprennent deux jours plus tard. Selon l'OSDH, au moins trois combattants kurdes et 44 djihadistes sont tués dans ces affrontements,.

### En 2015

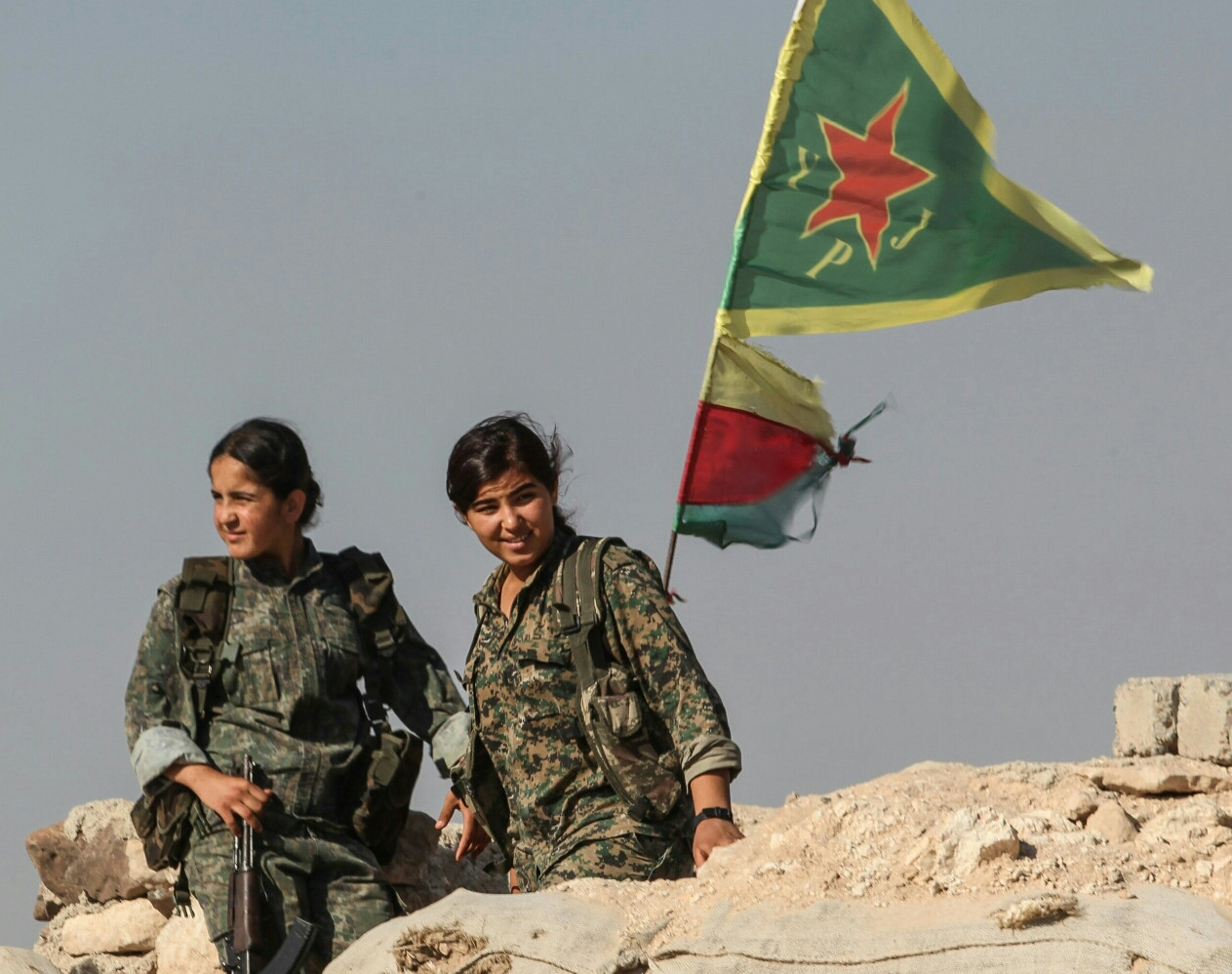
Des combattantes des YPJ en 2015.

Pendant l'année 2015, grâce au soutien de la coalition, les YPG font de grosses avancées dans le nord de la Syrie. Le 21 février 2015, dans le gouvernorat de Hassaké, les YPG et le Conseil militaire syriaque lancent une offensive sur la ville de Tall Hamis, située à l'est de Hassaké et tenue par l'État islamique. Cependant, les djihadistes réagissent et deux jours plus tard ils attaquent à leur tour les positions kurdes et syriaques au sud de la ville de Tall Tamer, située de son côté à l'ouest de Hassaké et tenue par les Kurdes. À Tall Hamis, l'offensive kurde est un succès, la ville est prise le 27 février, suivie de Tell Brak le lendemain. Les YPG s'emparent également de Jazah et de 400 villages près de la frontière irakienne. Une fois encore, les Kurdes bénéficient du soutien aérien des forces de la coalition, au moins 200 djihadistes et quelques dizaines de Kurdes sont tués dans ces affrontements,. À Tall Tamer, les combats sont plus indécis, les djihadistes s'emparent de plusieurs villages chrétiens et tentent de progresser vers Tall Tamer et Ras al-Ain. Fin mai, l'offensive de l'EI est finalement repoussée et les forces kurdes et assyriennes reprennent le terrain perdu.
De leur côté, les Kurdes des YPG prennent le contrôle du Djebel Abdulaziz, situé à une trentaine de kilomètres à l'ouest de Hassaké, et qui constitue « un point clé pour éliminer les djihadistes de la province ». Ensuite, après avoir repoussé l'État islamique près de Tall Tamer et Ra’s al-‘Ayn, ces mêmes troupes, soutenues par des éléments de l'Armée syrienne libre et la coalition, lancent une contre-offensive sur la ville de Tall Abyad, située sur la frontière turque entre Kobané et Ra’s al-‘Ayn. Ils atteignent la ville le 14 juin et s'en emparent le 16,. L'État islamique subit alors sa plus grande défaite stratégique en Syrie depuis la proclamation du califat un an plus tôt, il perd un important point de passage des djihadistes étrangers vers la Syrie et un axe de la contrebande de pétrole vers la Turquie,. Quant aux Kurdes, ils peuvent relier le canton de Kobané à l'ouest au canton de Cizir à l'est et unifier ces deux territoires. Les YPG et les rebelles poursuivent ensuite leur avancée au sud, vers Racca. Le 22 juin, ils s'emparent de la base de la Brigade 93, puis prennent le lendemain la petite ville de Aïn Issa.

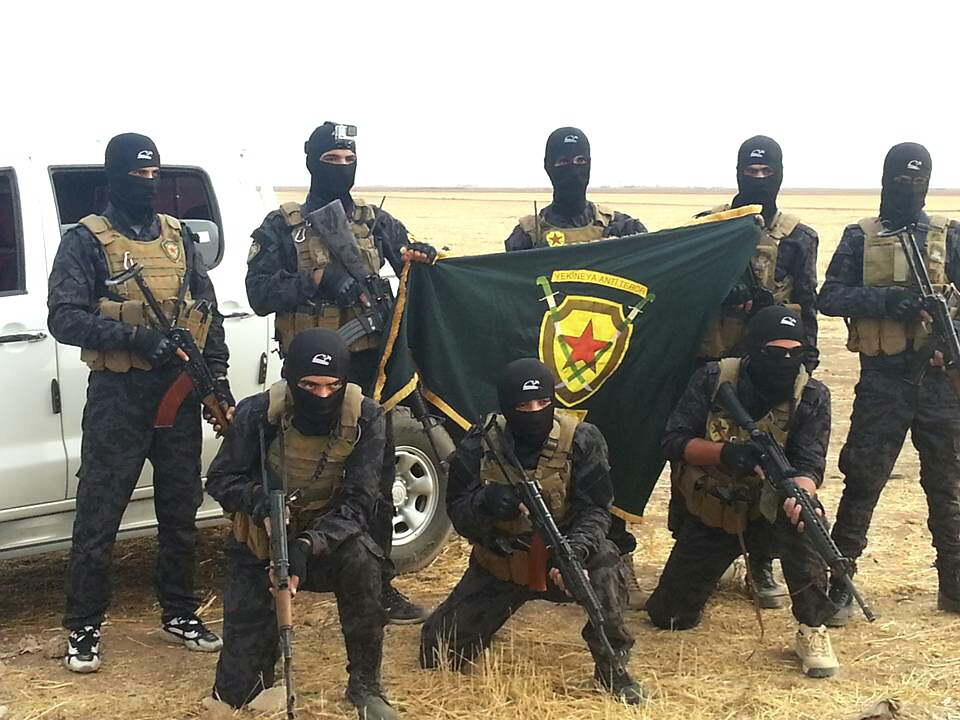
Combattants des « unités anti-terreur », forces d'élite des YPG.

À l'est, les YPG et les forces du régime se partagent le contrôle de la ville de Hassaké. Les affrontements entre les deux groupes sont rares mais des incidents éclatent occasionnellement, ainsi le 17 janvier 2015, au moins huit combattants des YPG sont tués et quatre autres capturés tandis que les loyalistes laissent au moins neuf morts et 25 prisonniers,,,,,,. Le 30 janvier, les prisonniers de deux camps sont échangés. Fin mai, l'État islamique attaque la ville de Hassaké, tenue par le régime syrien et les Kurdes. Les djihadistes ont d'abord l'avantage et atteignent le sud de la ville. Mais les YPG, d'abord réticents à appuyer les loyalistes, finissent par intervenir et le 7 juin l'EI est repoussé après des combats qui ont fait plus de 150 morts,,. Mais le 24 juin, l'État islamique assaille de nouveau Hassaké. Les combats durent un mois, l'EI s'empare de plusieurs quartiers au sud, mais les Kurdes effectuent une manœuvre de contournement et prennent les djihadistes à revers. Le 28 juillet, après avoir encerclé les derniers combattants, les YPG et les loyalistes reprennent le contrôle de la ville. La bataille a fait environ 500 morts,.
Le 25 juin, une centaine d'hommes de l'EI déguisés en combattants des YPG et de l'ASL parviennent à s'infiltrer en plein cœur de la ville de Kobané. Les djihadistes font un carnage et massacrent environ 250 civils, avant que les YPG ne contre-attaquent et que les membres du commando ne soient tués ou mis en fuite,,. Le 5 juillet, les djihadistes repartent à l'assaut à Aïn Issa. Le 6, ils parviennent à reprendre pied dans la ville avant d'être finalement repoussés par les YPG le 10 juillet. L'État islamique laisse au moins 150 morts dans l'offensive, les Kurdes perdent également plusieurs dizaines de combattants tués au moins,,,. Enfin, le 27 juillet, après trois semaines de combats, les YPG prennent à l'EI la petite ville de Sarrine, au sud de Kobané.
Le 31 octobre 2015, les YPG et leurs alliés, désormais regroupés au sein des Forces démocratiques syriennes, lancent une offensive contre l'État islamique à Al-Hol. Ils prennent la ville le 12 novembre, ainsi que plus de 1 000 kilomètres carrés le long de la frontière irakienne, les pertes des djihadistes sont estimées entre 100 et 500 morts,. Un mois plus tard, le 26 décembre, les FDS s'emparent du barrage de Tichrin, sur l'Euphrate. Les Kurdes et leurs alliés peuvent alors franchir le fleuve à l'ouest, mais ils poursuivent également leur progression au sud, entre Aïn Issa et Racca, dans les premiers jours de janvier 2016,.

### En 2016

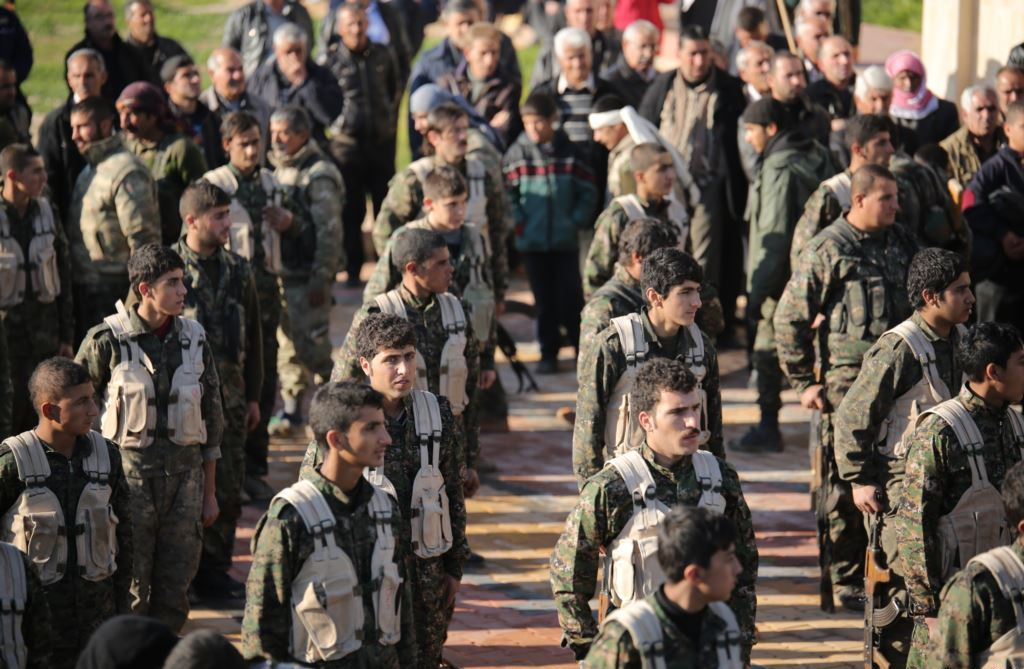
Des combattants des YPG en janvier 2016.

En février 2016, les YPG profitent de l'affaiblissement des rebelles pour passer à l'offensive dans le corridor d'Azaz. Soutenus par l'aviation russe, ils s'emparent de l'aéroport de Menagh le 10 février,,,,. Ils avancent ensuite vers Azaz et Tall Rifaat. Le 13, l'artillerie turque postée à la frontière intervient et bombarde les positions kurdes dans le district d'Azaz,,. Malgré cela, les YPG prennent Tall Rifaat le 15 février.
En février, les Forces démocratiques syriennes reprennent également leurs offensives contre l'État islamique dans le gouvernorat de Hassaké. Le 19 février, la ville d'Al-Chaddadeh est prise. Les djihadistes répondent le 27 février en menant un raid à l'intérieur des territoires tenus par les Kurdes à Tall Abyad et plusieurs villages de ses environs, 47 combattants kurdes et 140 djihadistes sont tués dans les affrontements.
Le 27 avril, les rebelles tentent une attaque pour reprendre Tall Rifaat, mais ils sont repoussés par les YPG et laissent au moins 53 morts tandis que les Kurdes en déplorent 11 selon l'OSDH. Dans un communiqué, les YPG estiment de leur côté à 83 le nombre de « membres de gangs » tués et précisent détenir les corps de 66 d'entre eux. Après les combats les YPG paradent dans les rues d'Afrine avec les cadavres d'une cinquantaine de rebelles présentés comme des membres du groupe Ahrar al-Sham, entassés sur une remorque.
Début juillet, l'organisation ouvre une plateforme officielle d'information et de recrutement : YPG International,.

## Pertes
Les YPG donnent les bilans suivants concernant leurs pertes et celles de leurs adversaires :
- En 2013 : 379 morts dans les rangs des YPG, contre 2 923 rebelles islamistes et 376 soldats syriens loyalistes tués[113].
- En 2014 : 537 morts dans les rangs des YPG et YPJ, contre 4 964 membres de « gangs » tués, dont 228 corps ont été récupérés, lors de 414 combats[114].
- En 2015 : 680 morts dans les rangs des YPG, contre 5 875 morts dans les rangs de leurs adversaires (dont 2 177 cadavres récupérés) et 38 faits prisonniers[115].
- En 2016 : 613 morts dans les rangs des YPG[116].
- En 2018 : 894 morts dans les rangs des YPG, dont 600 dans la bataille d'Afrine, 201 dans l'offensive de Deir ez-Zor, 61 par accident, 20 de maladie, 7 par des mines à Raqqa et 5 dans des bombardements turcs près de la frontière[117].

Fin décembre 2015, Amina Ossi, sous-ministre pour les relations extérieures des YPG dans le canton de Djézireh, déclare qu'au moins 3 000 membres des YPG et des YPJ ont été tués lors des trois précédentes années.

## Accusations d'exactions
Selon un rapport publié par Human Rights Watch le 19 juin 2014, des « abus » ont été commis dans les territoires contrôlés par le PYD, sa branche armée et sa police, les YPG et les Assayech. L'organisation humanitaire dénonce des arrestations arbitraires d'opposants politiques kurdes, des passages à tabac, des procès « apparemment iniques », l'utilisation d'enfants-soldats et la mort ou la disparition d'au moins neuf opposants politiques du PYD en deux années et demie. Human Rights Watch reconnaît cependant que les exactions sont moins nombreuses que dans le reste de la Syrie, que les deux prisons visitées semblent « conformes aux normes internationales de base » et que la nouvelle constitution instaurée en janvier par les Kurdes, appelée le Contrat social, « défend plusieurs normes importantes en matière de respect des droits humains et interdit la peine de mort ».
Le 5 juin 2013 les YPG et les Assayech s'engagent publiquement à démobiliser leurs combattants âgés de moins de 18 ans, cependant le 15 juillet 2015 HRW affirme que le problème persiste au sein des deux forces, même si l'ONG concède que certains progrès ont été réalisés. Les YPG démobilisent 150 combattants mineurs pendant l'année 2014,,.
Dans un rapport publié le 13 octobre 2015, Amnesty International accuse les YPG de « crimes de guerre » pour avoir rasé des villages et chassé des populations arabes. Redur Xelil, porte-parole des YPG parle d'« accusation fausse, tout simplement ». Le commandement des YPG et des Assayech reconnaît des déplacements forcés qu'il ne qualifie cependant que d'« incidents isolés ». Amnesty réfute en revanche le terme de « nettoyage ethnique » et affirme que des Arabes et des Turkmènes continuent de vivre dans des territoires contrôlés par les YPG,,. Un rapport de mars 2017 du Conseil des droits de l’homme des Nations unies rejette les accusations de nettoyage ethnique : « La commission n’a trouvé aucune preuve étayant les accusations selon lesquelles les forces YPG ou FDS aient jamais ciblé les communautés arabes sur des bases ethniques ». D'après les Nations unies, des villages, arabes ou non, ont effectivement été évacués de force mais en raison des engins piégés et bombes dissimulés par le groupe État islamique.
Le 3 août 2018, Human Rights Watch, affirme dans un rapport que des enfants — la plus jeune étant une fille de 13 ans — ont été recrutés par les YPG dans les camps de déplacées du nord-est de la Syrie,. L'ONG, indique que les forces kurdes n'ont pas forcé les mineurs à rejoindre leurs rangs, mais qu'elles ont empêché les familles de communiquer avec leurs enfants. Le 5 août, le Conseil démocratique syrien, bras politique des Forces démocratiques syriennes, réagit en affirmant qu'il s'agit d'actions isolées : « Nous sommes contre l'enrôlement des enfants, quelles que soient les justifications. Ce qui a été évoqué dans le communiqué de HRW, ce ne sont que des abus individuels irresponsables, qui ne représentent pas la méthode ou la stratégie générale du Conseil démocratique syrien ». Il s'engage alors à étudier les « allégations » et « si les faits sont avérés, de restituer aux familles les enfants qui ont été enrôlés (…) et de faire rendre des comptes aux responsables de ces abus ». Cependant en 2017, l'ONU répertorie 224 cas de recrutement d'enfants par les YPG et les YPJ, soit près de cinq fois plus qu'en 2016.

## Désignation comme organisation terroriste
Le PYD et les YPG sont classés comme organisations terroristes par la Turquie, tout comme le PKK dont le PYD et les YPG ne seraient que les branches syriennes selon la Turquie,.
Toutefois, si le PKK est également classé terroriste par le Conseil des ministres de l'Union européenne ni le PYD ni les YPG ne le sont. Les États-Unis partagent la même ligne.

### Documentaires
- [vidéo] Reportage la guerre des Kurdes contre les jihadistes en Syrie et en Irak, France 24, 11 septembre 2014.